# Tour de Ski 2010/2011
Tour de Ski 2010/2011 – piąta edycja tej prestiżowej imprezy w biegach narciarskich, która rozpoczęła się 31 grudnia 2010, a zakończyła 9 stycznia 2011 roku. Tytułu wywalczonego rok wcześniej bronił wśród mężczyzn Czech Lukáš Bauer, a wśród kobiet Polka Justyna Kowalczyk.
Ponownie nastąpiły zmiany w kalendarzu Touru. Jak przed rokiem Tour rozpoczął się w Niemczech, gdzie odbyły się po dwa konkursy w Oberhofie i w Oberstdorfie. Następnie rozegrane zostały cztery konkursy we Włoszech – dwa w Toblach i dwa w Val di Fiemme.
W klasyfikacji kobiet po raz drugi (z rzędu) wygrała Justyna Kowalczyk, a wśród mężczyzn Szwajcar Dario Cologna, który zwyciężył również po raz drugi (poprzednio dwa lata wcześniej).

## Klasyfikacja generalna

### Kobiety
| Miejsce | Imię i nazwisko            | Narodowość | Oberhof Msc./Pkt | Oberhof Msc./Pkt | Oberstdorf Msc./Pkt | Oberstdorf Msc./Pkt | Toblach Msc./Pkt | Toblach Msc./Pkt | Val di Fiemme Msc./Pkt | Val di Fiemme Msc./Pkt | Tour-Punkty | PŚ-punkty razem |
| ------- | -------------------------- | ---------- | ---------------- | ---------------- | ------------------- | ------------------- | ---------------- | ---------------- | ---------------------- | ---------------------- | ----------- | --------------- |
| 1       | Justyna Kowalczyk          | Polska     | 1/50 p.          | 1/50 p.          | 2/46 p.             | 5/37 p.             | 22/9 p.          | 1/50 p.          | 1/50 p.                | 4 /40 p.               | 400         | 732             |
| 2       | Therese Johaug             | Norwegia   | 22/9 p.          | 9/28 p.          | 21/10 p.            | 7/32 p.             | 34/0 p.          | 9/28 p.          | 2/46 p.                | 1/50 p.                | 320         | 523             |
| 3       | Marianna Longa             | Włochy     | 24/7 p.          | 3/43 p.          | 8/30 p.             | 6/34 p.             | 16/15 p.         | 3/43 p.          | 3/43 p.                | 9/28 p.                | 240         | 483             |
| 4       | Arianna Follis             | Włochy     | 17/14 p.         | 8/30 p.          | 15/16 p.            | 4/40 p.             | 2/46 p.          | 2/46 p.          | 6/34 p.                | 11/24 p.               | 200         | 450             |
| 5       | Charlotte Kalla            | Szwecja    | 2/46 p.          | 7/32 p.          | 11/24 p.            | 2/46 p.             | 13/20 p.         | 4/40 p.          | 15/16 p.               | 5/37 p.                | 180         | 441             |
| 6       | Petra Majdič               | Słowenia   | 8/30 p.          | 5/37 p.          | 1/50 p.             | 10/26 p.            | 1/50 p.          | 5/37 p.          | 9/28 p.                | 19/12 p.               | 160         | 430             |
| 7       | Marthe Kristoffersen       | Norwegia   | 14/18 p.         | 17/14 p.         | 19/12 p.            | 3/43 p.             | 15/16 p.         | 11/24 p.         | 7/32 p.                | 3/43 p.                | 144         | 346             |
| 8       | Krista Lähteenmäki         | Finlandia  | 9/28 p.          | 2/46 p.          | 13/20 p.            | 8/30 p.             | 14/18 p.         | 7/32 p.          | 16/15 p.               | 8/30 p.                | 128         | 347             |
| 9       | Marte Elden                | Norwegia   | 49/ 0 p.         | 20/11 p.         | 35/0 p.             | 14/18 p.            | 30/1 p.          | 19/12 p.         | 4/40 p.                | 2/46 p.                | 116         | 244             |
| 10      | Astrid Uhrenholdt Jacobsen | Norwegia   | 3/43 p.          | 11/24 p.         | 3/43 p.             | 11/24 p.            | 21/10 p.         | 8/30 p.          | 12/22 p.               | 10/26 p.               | 104         | 326             |

### Mężczyźni
| Miejsce | Imię i nazwisko    | Narodowość | Oberhof Msc./Pkt | Oberhof Msc./Pkt | Oberstdorf Msc./Pkt | Oberstdorf Msc./Pkt | Toblach Msc./Pkt | Toblach Msc./Pkt | Val di Fiemme Msc./Pkt | Val di Fiemme Msc./Pkt | Tour-Punkty | PŚ-punkty razem |
| ------- | ------------------ | ---------- | ---------------- | ---------------- | ------------------- | ------------------- | ---------------- | ---------------- | ---------------------- | ---------------------- | ----------- | --------------- |
| 1       | Dario Cologna      | Szwajcaria | 7/32 p.          | 1/50 p.          | 3/43 p.             | 2/46 p.             | 2/46 p.          | 1/50 p.          | 2/46 p.                | 18/13 p.               | 400         | 726             |
| 2       | Petter Northug     | Norwegia   | 3/43 p.          | 5/37 p.          | 15/16 p.            | 17/14 p.            | 3/43 p.          | 3/43 p.          | 1/50 p.                | 2/46 p.                | 320         | 612             |
| 3       | Lukáš Bauer        | Czechy     | 9/28 p.          | 13/20 p.         | 52/0 p.             | 5/37 p.             | 34/0 p.          | 13/20 p.         | 13/20 p.               | 1/50 p.                | 240         | 415             |
| 4       | Curdin Perl        | Szwajcaria | 30/1 p.          | 19/12 p.         | 40/0 p.             | 12/22 p.            | 12/22 p.         | 6/34 p.          | 8/30 p.                | 3/43 p.                | 200         | 364             |
| 5       | Roland Clara       | Włochy     | 19/12 p.         | 20/11 p.         | 39/0 p.             | 13/20 p.            | 25/6 p.          | 11/24 p.         | 6/34 p.                | 5/37 p.                | 180         | 324             |
| 6       | Jean-Marc Gaillard | Francja    | 10/26 p.         | 14/18 p.         | 32/0 p.             | 4/40 p.             | 30/1 p.          | 9/28 p.          | 11/24 p.               | 9/28 p.                | 160         | 325             |
| 7       | Devon Kershaw      | Kanada     | 37/0 p.          | 2/46 p.          | 2/46 p.             | 7/32 p.             | 1/50 p.          | 10/26 p.         | 3/43 p.                | 12/22 p.               | 144         | 409             |
| 8       | Martin Jakš        | Czechy     | 25/6 p.          | 24/7 p.          | 28/3 p.             | 3/43 p.             | 7/32 p.          | 4/40 p.          | 4/40 p.                | 16/15 p.               | 128         | 314             |
| 9       | Daniel Richardsson | Szwecja    | 48/0 p.          | 15/16 p.         | 23/8 p.             | 6/34 p.             | 10/26 p.         | 7/32 p.          | 10/26 p.               | 19/12 p.               | 116         | 270             |
| 10      | Alex Harvey        | Kanada     | 18/13 p.         | 9/28 p.          | 7/32 p.             | 15/16 p.            | 14/18 p.         | 5/37 p.          | 5/37 p.                | 10/26 p.               | 104         | 311             |

## Czołówki zawodów

### Kobiety
| Lp | Data            | Miejscowość   | Dystans                          | 1 miejsce         | 2 miejsce          | 3 miejsce            |
| -- | --------------- | ------------- | -------------------------------- | ----------------- | ------------------ | -------------------- |
| 1. | 31 grudnia 2010 | Oberhof       | 2,5 km s. dowolnym (prolog)      | Justyna Kowalczyk | Charlotte Kalla    | Astrid Jacobsen      |
| 2. | 1 stycznia 2011 | Oberhof       | 10 km s. klasyczny (handicap)    | Justyna Kowalczyk | Krista Lähteenmäki | Marianna Longa       |
| 3. | 2 stycznia 2011 | Oberstdorf    | Sprint s. klasycznym             | Petra Majdič      | Justyna Kowalczyk  | Astrid Jacobsen      |
| 4. | 3 stycznia 2011 | Oberstdorf    | Bieg łączony na 10 km            | Anna Haag         | Charlotte Kalla    | Marthe Kristoffersen |
| 5. | 5 stycznia 2011 | Toblach       | Sprint s. dowolnym               | Petra Majdič      | Arianna Follis     | Magda Genuin         |
| 6. | 6 stycznia 2011 | Toblach       | 15 km s. dowolnym                | Justyna Kowalczyk | Arianna Follis     | Marianna Longa       |
| 7. | 8 stycznia 2011 | Val di Fiemme | 10 km s. klasyczny (bieg masowy) | Justyna Kowalczyk | Therese Johaug     | Marianna Longa       |
| 8. | 9 stycznia 2011 | Val di Fiemme | 9 km s. dowolny (handicap)       | Therese Johaug    | Marte Elden        | Marthe Kristoffersen |

### Mężczyźni
| Lp | Data            | Miejscowość   | Dystans                          | 1 miejsce       | 2 miejsce          | 3 miejsce         |
| -- | --------------- | ------------- | -------------------------------- | --------------- | ------------------ | ----------------- |
| 1. | 31 grudnia 2010 | Oberhof       | 3,75 km s. dowolnym (prolog)     | Marcus Hellner  | Aleksiej Pietuchow | Petter Northug    |
| 2. | 1 stycznia 2011 | Oberhof       | 15 km s. klasyczny (handicap)    | Dario Cologna   | Devon Kershaw      | Aleksander Legkow |
| 3. | 2 stycznia 2011 | Oberstdorf    | Sprint s. klasycznym             | Emil Jönsson    | Devon Kershaw      | Dario Cologna     |
| 4. | 3 stycznia 2011 | Oberstdorf    | Bieg łączony na 20 km            | Matti Heikkinen | Dario Cologna      | Martin Jakš       |
| 5. | 5 stycznia 2011 | Toblach       | Sprint s. dowolnym               | Devon Kershaw   | Dario Cologna      | Petter Northug    |
| 6. | 6 stycznia 2011 | Toblach       | 36 km s. dowolnym                | Dario Cologna   | Marcus Hellner     | Petter Northug    |
| 7. | 8 stycznia 2011 | Val di Fiemme | 20 km s. klasyczny (bieg masowy) | Petter Northug  | Dario Cologna      | Devon Kershaw     |
| 8. | 9 stycznia 2011 | Val di Fiemme | 10 km s. dowolny (handicap)      | Lukáš Bauer     | Roland Clara       | Curdin Perl       |

## Przebieg zawodów

### Kobiety

#### 31 grudnia20102,5 km s.dowolnym (prolog), start indywidualnyOberhof,Niemcy[1]
| #   | Imię i nazwisko      | Narodowość | Czas   | Punkty PŚ |
| --- | -------------------- | ---------- | ------ | --------- |
| 1   | Justyna Kowalczyk    | Polska     | 6:39,0 | 50        |
| 2   | Charlotte Kalla      | Szwecja    | +1,5   | 46        |
| 3   | Astrid Jacobsen      | Norwegia   | +4,8   | 43        |
| 4   | Riitta-Liisa Roponen | Finlandia  | +5,7   | 40        |
| 5   | Julia Czekalewa      | Rosja      | +7,2   | 37        |
| 6   | Aino-Kaisa Saarinen  | Finlandia  | +7,3   | 34        |
| 7   | Denise Herrmann      | Niemcy     | +8,7   | 32        |
| 8   | Petra Majdič         | Słowenia   | +9,3   | 30        |
| 9   | Krista Lähteenmäki   | Finlandia  | +9,5   | 28        |
| 9   | Laure Barthélémy     | Francja    | +9,5   | 28        |
| . . |                      |            |        |           |
| 45  | Paulina Maciuszek    | Polska     | +25,9  | —         |

| # | Imię i nazwisko      | Narodowość | Czas   |
| - | -------------------- | ---------- | ------ |
| 1 | Justyna Kowalczyk    | Polska     | 6:24,0 |
| 2 | Charlotte Kalla      | Szwecja    | +6,5   |
| 3 | Astrid Jacobsen      | Norwegia   | +14,8  |
| 4 | Riitta-Liisa Roponen | Finlandia  | +20,7  |
| 5 | Julia Czekalewa      | Rosja      | +22,2  |

| # | Imię i nazwisko   | Narodowość | Punkty |
| - | ----------------- | ---------- | ------ |
| 1 | Justyna Kowalczyk | Polska     | 15     |
| 2 | Charlotte Kalla   | Szwecja    | 10     |
| 3 | Astrid Jacobsen   | Norwegia   | 5      |

#### 1 stycznia201110 km s.klasyczny (handicap), start indywidualnyOberhof,Niemcy[2]
| #   | Imię i nazwisko      | Narodowość | Czas    | Punkty PŚ |
| --- | -------------------- | ---------- | ------- | --------- |
| 1   | Justyna Kowalczyk    | Polska     | 33:32,5 | 50        |
| 2   | Krista Lähteenmäki   | Finlandia  | +27,5   | 46        |
| 3   | Marianna Longa       | Włochy     | +30,5   | 43        |
| 4   | Aino-Kaisa Saarinen  | Finlandia  | +31,6   | 40        |
| 5   | Petra Majdič         | Słowenia   | +34,5   | 37        |
| 6   | Riitta-Liisa Roponen | Finlandia  | +34,8   | 34        |
| 7   | Charlotte Kalla      | Szwecja    | +35,1   | 32        |
| 8   | Arianna Follis       | Włochy     | +35,2   | 30        |
| 9   | Therese Johaug       | Norwegia   | +36,1   | 28        |
| 10  | Julia Czekalewa      | Rosja      | +37,3   | 26        |
| . . |                      |            |         |           |
| 44  | Paulina Maciuszek    | Polska     | +2:39,6 | —         |

| # | Imię i nazwisko     | Narodowość | Czas    |
| - | ------------------- | ---------- | ------- |
| 1 | Justyna Kowalczyk   | Polska     | 33:17,5 |
| 2 | Krista Lähteenmäki  | Finlandia  | +32,5   |
| 3 | Marianna Longa      | Włochy     | +40,5   |
| 4 | Aino-Kaisa Saarinen | Finlandia  | +46,6   |
| 5 | Petra Majdič        | Słowenia   | +49,5   |

| # | Imię i nazwisko    | Narodowość | Punkty |
| - | ------------------ | ---------- | ------ |
| 1 | Justyna Kowalczyk  | Polska     | 30     |
| 2 | Krista Lähteenmäki | Finlandia  | 10     |
| 2 | Charlotte Kalla    | Szwecja    | 10     |

#### 2 stycznia2011Sprint s.klasycznym, start indywidualnyOberstdorf,Niemcy[3]
| Finał A  | Finał A                  | Finał A    | Finał A | Finał A   |
| #        | Imię i nazwisko          | Narodowość | Czas    | Punkty PŚ |
| -------- | ------------------------ | ---------- | ------- | --------- |
| 1        | Petra Majdič             | Słowenia   | 2:50,8  | 50        |
| 2        | Justyna Kowalczyk        | Polska     | +4,3    | 46        |
| 3        | Astrid Jacobsen          | Norwegia   | +4,8    | 43        |
| 4        | Alena Prochazkova        | Słowacja   | +9,2    | 40        |
| 5        | Julia Iwanowa            | Rosja      | +10,1   | 37        |
| 6        | Aino-Kaisa Saarinen      | Finlandia  | +12,8   | 34        |
| Półfinał |                          |            |         |           |
| 7        | Ingvild Flugstad Østberg | Norwegia   | –       | 32        |
| 8        | Marianna Longa           | Włochy     | –       | 30        |
| 9        | Magda Genuin             | Włochy     | –       | 28        |
| 10       | Madoka Natsumi           | Japonia    | –       | 26        |
| 11       | Charlotte Kalla          | Szwecja    | –       | 24        |
| 12       | Anna Haag                | Szwecja    | –       | 22        |
| . .      |                          |            |         |           |
| 54       | Paulina Maciuszek        | Polska     | –       | —         |

| # | Imię i nazwisko     | Narodowość | Czas    |
| - | ------------------- | ---------- | ------- |
| 1 | Justyna Kowalczyk   | Polska     | 35:13,8 |
| 2 | Petra Majdič        | Słowenia   | +44,4   |
| 3 | Aino-Kaisa Saarinen | Finlandia  | +1:00,3 |
| 4 | Marianna Longa      | Włochy     | +1:01,9 |
| 5 | Astrid Jacobsen     | Norwegia   | +1:09,2 |

| # | Imię i nazwisko   | Narodowość | Punkty |
| - | ----------------- | ---------- | ------ |
| 1 | Justyna Kowalczyk | Polska     | 86     |
| 2 | Petra Majdič      | Słowenia   | 60     |
| 3 | Astrid Jacobsen   | Norwegia   | 57     |

#### 3 stycznia2011Bieg łączony na 10 km, start indywidualnyOberstdorf,Niemcy[4]
| #   | Imię i nazwisko      | Narodowość | Czas    | Punkty PŚ |
| --- | -------------------- | ---------- | ------- | --------- |
| 1   | Anna Haag            | Szwecja    | 26:59,8 | 50        |
| 2   | Charlotte Kalla      | Szwecja    | +0,6    | 46        |
| 3   | Marthe Kristoffersen | Norwegia   | +7,2    | 43        |
| 4   | Arianna Follis       | Włochy     | +7,8    | 40        |
| 5   | Justyna Kowalczyk    | Polska     | +8,7    | 37        |
| 6   | Marianna Longa       | Włochy     | +8,9    | 34        |
| 7   | Therese Johaug       | Norwegia   | +9,7    | 32        |
| 8   | Krista Lähteenmäki   | Finlandia  | +10,9   | 30        |
| 9   | Riitta-Liisa Roponen | Finlandia  | +14,9   | 28        |
| 10  | Petra Majdič         | Słowenia   | +29,4   | 26        |
| . . |                      |            |         |           |
| 35  | Paulina Maciuszek    | Polska     | +1:33,5 | —         |

| # | Imię i nazwisko    | Narodowość | Czas      |
| - | ------------------ | ---------- | --------- |
| 1 | Justyna Kowalczyk  | Polska     | 1:01:52,3 |
| 2 | Charlotte Kalla    | Szwecja    | +1:19,8   |
| 3 | Marianna Longa     | Włochy     | +1:22,1   |
| 4 | Petra Majdič       | Słowenia   | +1:35,1   |
| 5 | Krista Lähteenmäki | Finlandia  | +1:46,8   |

| # | Imię i nazwisko   | Narodowość | Punkty |
| - | ----------------- | ---------- | ------ |
| 1 | Justyna Kowalczyk | Polska     | 116    |
| 2 | Charlotte Kalla   | Szwecja    | 62     |
| 3 | Petra Majdič      | Słowenia   | 60     |

#### 5 stycznia2011Sprint s. dowolnym, start indywidualnyToblach,Włochy[5]
| #       | Imię i nazwisko   | Narodowość        | Czas   | Punkty PŚ |
| ------- | ----------------- | ----------------- | ------ | --------- |
| 1       | Petra Majdič      | Słowenia          | 3:19,7 | 50        |
| 2       | Arianna Follis    | Włochy            | +0,0   | 46        |
| 3       | Magda Genuin      | Włochy            | +0,4   | 43        |
| 4       | Laure Barthélémy  | Francja           | +8,0   | 40        |
| 5       | Kikkan Randall    | Stany Zjednoczone | +16,6  | 37        |
| 6       | Britta Norgren    | Szwecja           | +17,7  | 34        |
| Finał B |                   |                   |        |           |
| 7       | Katrin Zeller     | Niemcy            | –      | 32        |
| 8       | Eva Nývltová      | Czechy            | –      | 30        |
| 9       | Vesna Fabjan      | Słowenia          | –      | 28        |
| 10      | Alena Procházková | Słowacja          | –      | 26        |
| 11      | Riikka Sarasoja   | Finlandia         | –      | 24        |
| 12      | Anna Haag         | Szwecja           | –      | 22        |
| . .     |                   |                   |        |           |
| 38      | Paulina Maciuszek | Polska            | –      | —         |

| # | Imię i nazwisko   | Narodowość | Czas      |
| - | ----------------- | ---------- | --------- |
| 1 | Justyna Kowalczyk | Polska     | 1:05:08,0 |
| 2 | Petra Majdič      | Słowenia   | +39,1     |
| 3 | Charlotte Kalla   | Szwecja    | +1:08,8   |
| 4 | Arianna Follis    | Włochy     | +1:09,5   |
| 5 | Marianna Longa    | Włochy     | +1:13,8   |

| # | Imię i nazwisko   | Narodowość | Punkty |
| - | ----------------- | ---------- | ------ |
| 1 | Justyna Kowalczyk | Polska     | 125    |
| 2 | Petra Majdič      | Słowenia   | 120    |
| 3 | Charlotte Kalla   | Szwecja    | 80     |

#### 6 stycznia201115 km s. dowolnym (3x5 km trasa "Saskia"), handicapToblach,Włochy[6]
| #   | Imię i nazwisko    | Narodowość | Czas    | Punkty PŚ |
| --- | ------------------ | ---------- | ------- | --------- |
| 1   | Justyna Kowalczyk  | Polska     | 37:41,7 | 50        |
| 2   | Arianna Follis     | Włochy     | +22,2   | 46        |
| 3   | Marianna Longa     | Włochy     | +22,6   | 43        |
| 4   | Charlotte Kalla    | Szwecja    | +23,7   | 40        |
| 5   | Petra Majdič       | Słowenia   | +36,4   | 37        |
| 6   | Anna Haag          | Szwecja    | +1:41,4 | 34        |
| 7   | Krista Lähteenmäki | Finlandia  | +1:45,0 | 32        |
| 8   | Astrid Jacobsen    | Norwegia   | +2:21,4 | 30        |
| 9   | Therese Johaug     | Norwegia   | +2:44,5 | 28        |
| 10  | Alena Procházková  | Słowacja   | +2:47,4 | 26        |
| . . |                    |            |         |           |
| 32  | Paulina Maciuszek  | Polska     | +7:41,3 | —         |

| # | Imię i nazwisko   | Narodowość | Czas      |
| - | ----------------- | ---------- | --------- |
| 1 | Justyna Kowalczyk | Polska     | 1:42:34,7 |
| 2 | Arianna Follis    | Włochy     | +27,2     |
| 3 | Marianna Longa    | Włochy     | +32,6     |
| 4 | Charlotte Kalla   | Szwecja    | +38,7     |
| 5 | Petra Majdič      | Słowenia   | +51,4     |

| # | Imię i nazwisko   | Narodowość | Punkty |
| - | ----------------- | ---------- | ------ |
| 1 | Justyna Kowalczyk | Polska     | 140    |
| 2 | Petra Majdič      | Słowenia   | 120    |
| 3 | Arianna Follis    | Włochy     | 87     |

#### 8 stycznia201110 km s.klasyczny (bieg masowy), start indywidualnyVal di Fiemme,Włochy[7]
| #   | Imię i nazwisko          | Narodowość | Czas    | Punkty PŚ |
| --- | ------------------------ | ---------- | ------- | --------- |
| 1   | Justyna Kowalczyk        | Polska     | 30:27,6 | 50        |
| 2   | Therese Johaug           | Norwegia   | +6,3    | 46        |
| 3   | Marianna Longa           | Włochy     | +55,7   | 43        |
| 4   | Marte Elden              | Norwegia   | +1:01,4 | 40        |
| 5   | Aino-Kaisa Saarinen      | Finlandia  | +1:14,0 | 37        |
| 6   | Arianna Follis           | Włochy     | +1:20,8 | 34        |
| 7   | Marthe Kristoffersen     | Norwegia   | +1:25,1 | 32        |
| 8   | Katrin Zeller            | Niemcy     | +1:28,1 | 30        |
| 9   | Petra Majdič             | Słowenia   | +1:32,0 | 28        |
| 10  | Ingvild Flugstad Østberg | Norwegia   | +1:33,3 | 26        |
| . . |                          |            |         |           |
| 32  | Paulina Maciuszek        | Polska     | +4:09,2 | —         |

| # | Imię i nazwisko   | Narodowość | Czas      |
| - | ----------------- | ---------- | --------- |
| 1 | Justyna Kowalczyk | Polska     | 2:12:17,3 |
| 2 | Marianna Longa    | Włochy     | +2:08,3   |
| 3 | Arianna Follis    | Włochy     | +2:33,0   |
| 4 | Petra Majdič      | Słowenia   | +3,08,4   |
| 5 | Therese Johaug    | Norwegia   | +3:30,8   |

| # | Imię i nazwisko   | Narodowość | Punkty |
| - | ----------------- | ---------- | ------ |
| 1 | Justyna Kowalczyk | Polska     | 185    |
| 2 | Petra Majdič      | Słowenia   | 120    |
| 3 | Arianna Follis    | Włochy     | 87     |

#### 9 stycznia20119 km s.dowolny (handicap), start indywidualnyVal di Fiemme,Włochy[8]
| #   | Imię i nazwisko      | Narodowość | Czas    | Punkty PŚ |
| --- | -------------------- | ---------- | ------- | --------- |
| 1   | Therese Johaug       | Norwegia   | 33:14,4 | 50        |
| 2   | Marte Elden          | Norwegia   | +1:00,4 | 46        |
| 3   | Marthe Kristoffersen | Norwegia   | +1:53,9 | 43        |
| 4   | Justyna Kowalczyk    | Polska     | +1:59,3 | 40        |
| 5   | Wałentyna Szewczenko | Ukraina    | +2:06,8 | 37        |
| 6   | Krista Lähteenmäki   | Finlandia  | +2:12,7 | 34        |
| 7   | Katrin Zeller        | Niemcy     | +2:20,8 | 32        |
| 8   | Maria Rydqvist       | Szwecja    | +2:26,2 | 30        |
| 9   | Marianna Longa       | Włochy     | +2:31,7 | 28        |
| 10  | Astrid Jacobsen      | Norwegia   | +2:42,0 | 26        |
| . . |                      |            |         |           |
| 24  | Paulina Maciuszek    | Polska     | +3:55,1 | 7         |

| # | Imię i nazwisko   | Narodowość | Czas      |
| - | ----------------- | ---------- | --------- |
| 1 | Justyna Kowalczyk | Polska     | 2:47:31,0 |
| 2 | Therese Johaug    | Norwegia   | +1:21,5   |
| 3 | Marianna Longa    | Włochy     | +2:40,7   |
| 4 | Arianna Follis    | Włochy     | +3:19,9   |
| 5 | Charlotte Kalla   | Szwecja    | +4:27,7   |

| # | Imię i nazwisko   | Narodowość | Punkty |
| - | ----------------- | ---------- | ------ |
| 1 | Justyna Kowalczyk | Polska     | 185    |
| 2 | Petra Majdič      | Słowenia   | 120    |
| 3 | Arianna Follis    | Włochy     | 87     |

### Mężczyźni

#### 31 grudnia20103,75 km s.dowolnym (prolog), start indywidualnyOberhof,Niemcy[10]
| #   | Imię i nazwisko    | Narodowość | Czas   | Punkty PŚ |
| --- | ------------------ | ---------- | ------ | --------- |
| 1   | Marcus Hellner     | Szwecja    | 7:34,5 | 50        |
| 2   | Aleksiej Pietuchow | Rosja      | +2,0   | 46        |
| 3   | Petter Northug     | Norwegia   | +2,9   | 43        |
| 4   | Aleksander Legkow  | Rosja      | +4,8   | 40        |
| 5   | Loris Frasnelli    | Włochy     | +5,1   | 37        |
| 6   | Robin Duvillard    | Francja    | +5,8   | 34        |
| 7   | Dario Cologna      | Szwajcaria | +6,7   | 32        |
| 8   | Ilja Czernousow    | Rosja      | +8,3   | 30        |
| 9   | Lukáš Bauer        | Czechy     | +8,6   | 28        |
| 10  | Jean-Marc Gaillard | Francja    | +9,4   | 26        |
| . . |                    |            |        |           |
| 56  | Maciej Kreczmer    | Polska     | +27,0  | —         |
| 74  | Mariusz Michałek   | Polska     | +52,5  | —         |

| # | Imię i nazwisko    | Narodowość | Czas   |
| - | ------------------ | ---------- | ------ |
| 1 | Marcus Hellner     | Szwecja    | 7:19,5 |
| 2 | Aleksiej Pietuchow | Rosja      | +7,0   |
| 3 | Petter Northug     | Norwegia   | +12,9  |
| 4 | Aleksander Legkow  | Rosja      | +19,8  |
| 5 | Loris Frasnelli    | Włochy     | +20,1  |

| # | Imię i nazwisko    | Narodowość | Punkty |
| - | ------------------ | ---------- | ------ |
| 1 | Marcus Hellner     | Szwecja    | 15     |
| 2 | Aleksiej Pietuchow | Rosja      | 10     |
| 3 | Petter Northug     | Norwegia   | 5      |

#### 1 stycznia201115 km s.klasyczny (handicap), start indywidualnyOberhof,Niemcy[11]
| #   | Imię i nazwisko   | Narodowość | Czas    | Punkty PŚ |
| --- | ----------------- | ---------- | ------- | --------- |
| 1   | Dario Cologna     | Szwajcaria | 47:48,1 | 50        |
| 2   | Devon Kershaw     | Kanada     | +0,5    | 46        |
| 3   | Aleksander Legkow | Rosja      | +0,7    | 43        |
| 4   | Ilja Czernousow   | Rosja      | +4,2    | 40        |
| 5   | Petter Northug    | Norwegia   | +5,4    | 37        |
| 6   | Sami Jauhojärvi   | Finlandia  | +5,5    | 34        |
| 7   | Matti Heikkinen   | Finlandia  | +7,4    | 32        |
| 8   | Ville Nousiainen  | Finlandia  | +8,3    | 30        |
| 9   | Alex Harvey       | Kanada     | +9,1    | 28        |
| 10  | Axel Teichmann    | Niemcy     | +10,1   | 26        |
| . . |                   |            |         |           |
| 44  | Maciej Kreczmer   | Polska     | +1:36,2 | —         |
| 65  | Mariusz Michałek  | Polska     | +4:09,2 | —         |

| # | Imię i nazwisko   | Narodowość | Czas    |
| - | ----------------- | ---------- | ------- |
| 1 | Dario Cologna     | Szwajcaria | 47:33,1 |
| 2 | Devon Kershaw     | Kanada     | +5,5    |
| 3 | Aleksander Legkow | Rosja      | +10,8   |
| 4 | Ilja Czernousow   | Rosja      | +19,2   |
| 5 | Petter Northug    | Norwegia   | +20,4   |

| # | Imię i nazwisko    | Narodowość | Punkty |
| - | ------------------ | ---------- | ------ |
| 1 | Dario Cologna      | Szwajcaria | 15     |
| 1 | Marcus Hellner     | Szwecja    | 15     |
| 3 | Devon Kershaw      | Kanada     | 10     |
| 3 | Aleksiej Pietuchow | Rosja      | 10     |

#### 2 stycznia2011Sprint s.klasycznym, start indywidualnyOberstdorf,Niemcy[12]
| #       | Imię i nazwisko    | Narodowość        | Czas   | Punkty PŚ |
| ------- | ------------------ | ----------------- | ------ | --------- |
| 1       | Emil Jönsson       | Szwecja           | 2:34,1 | 50        |
| 2       | Devon Kershaw      | Kanada            | +0,0   | 46        |
| 3       | Dario Cologna      | Szwajcaria        | +0,3   | 43        |
| 4       | Simen Østensen     | Norwegia          | +6,2   | 40        |
| 5       | Aleksiej Pietuchow | Rosja             | +6,5   | 37        |
| 6       | Aleksander Legkow  | Rosja             | +10,3  | 34        |
| Finał B |                    |                   |        |           |
| 7       | Alex Harvey        | Kanada            | –      | 32        |
| 8       | Marcus Hellner     | Szwecja           | –      | 30        |
| 9       | Jesper Modin       | Szwecja           | –      | 28        |
| 10      | Dmitrij Japarow    | Rosja             | –      | 26        |
| 11      | Nikołaj Moriłow    | Rosja             | –      | 24        |
| 12      | Andrew Newell      | Stany Zjednoczone | –      | 22        |
| . .     |                    |                   |        |           |
| 49      | Maciej Kreczmer    | Polska            | –      | —         |
| 66      | Mariusz Michałek   | Polska            | –      | —         |

| # | Imię i nazwisko   | Narodowość | Czas    |
| - | ----------------- | ---------- | ------- |
| 1 | Dario Cologna     | Szwajcaria | 49:09,9 |
| 2 | Devon Kershaw     | Kanada     | +3,7    |
| 3 | Aleksander Legkow | Rosja      | +23,1   |
| 4 | Alex Harvey       | Kanada     | +36,9   |
| 5 | Marcus Hellner    | Szwecja    | +51,0   |

| # | Imię i nazwisko | Narodowość | Punkty |
| - | --------------- | ---------- | ------ |
| 1 | Dario Cologna   | Szwajcaria | 67     |
| 2 | Devon Kershaw   | Kanada     | 66     |
| 3 | Emil Jönsson    | Szwecja    | 60     |

#### 3 stycznia2011Bieg łączony na 20 km, start indywidualnyOberstdorf,Niemcy[13]
| #   | Imię i nazwisko     | Narodowość | Czas    | Punkty PŚ |
| --- | ------------------- | ---------- | ------- | --------- |
| 1   | Matti Heikkinen     | Finlandia  | 49:20,1 | 50        |
| 2   | Dario Cologna       | Szwajcaria | +1,0    | 46        |
| 3   | Martin Jakš         | Czechy     | +4,9    | 43        |
| 4   | Jean-Marc Gaillard  | Francja    | +5,0    | 40        |
| 5   | Lukáš Bauer         | Czechy     | +5,9    | 37        |
| 6   | Daniel Richardsson  | Szwecja    | +7,4    | 34        |
| 7   | Devon Kershaw       | Kanada     | +8,2    | 32        |
| 8   | Aleksander Legkow   | Rosja      | +9,6    | 30        |
| 9   | Tord Asle Gjerdalen | Norwegia   | +10,6   | 28        |
| 10  | Marcus Hellner      | Szwecja    | +11,1   | 26        |
| . . |                     |            |         |           |
| 49  | Maciej Kreczmer     | Polska     | +2:15,0 | —         |
| 54  | Mariusz Michałek    | Polska     | +2:55,8 | —         |

| # | Imię i nazwisko   | Narodowość | Czas      |
| - | ----------------- | ---------- | --------- |
| 1 | Dario Cologna     | Szwajcaria | 1:37:56,8 |
| 2 | Devon Kershaw     | Kanada     | +40,9     |
| 3 | Marcus Hellner    | Szwecja    | +1:06,1   |
| 4 | Aleksander Legkow | Rosja      | +1:06,7   |
| 5 | Alex Harvey       | Kanada     | +1:18,8   |

| # | Imię i nazwisko | Narodowość | Punkty |
| - | --------------- | ---------- | ------ |
| 1 | Dario Cologna   | Szwajcaria | 107    |
| 2 | Marcus Hellner  | Szwecja    | 88     |
| 3 | Devon Kershaw   | Kanada     | 71     |

#### 5 stycznia2011Sprint s. dowolnym, start indywidualnyToblach,Włochy[14]
| #       | Imię i nazwisko    | Narodowość        | Czas   | Punkty PŚ |
| ------- | ------------------ | ----------------- | ------ | --------- |
| 1       | Devon Kershaw      | Kanada            | 2:58,0 | 50        |
| 2       | Dario Cologna      | Szwajcaria        | +0,1   | 46        |
| 3       | Petter Northug     | Norwegia          | +1,2   | 43        |
| 4       | Marcus Hellner     | Szwecja           | +2,8   | 40        |
| 5       | Simen Østensen     | Norwegia          | +3,4   | 37        |
| 6       | Jesper Modin       | Szwecja           | +4,8   | 34        |
| Finał B |                    |                   |        |           |
| 7       | Martin Jakš        | Czechy            | –      | 32        |
| 8       | Andrew Newell      | Stany Zjednoczone | –      | 30        |
| 9       | David Hofer        | Włochy            | –      | 28        |
| 10      | Daniel Richardsson | Szwecja           | –      | 26        |
| 11      | Bernhard Tritscher | Austria           | –      | 24        |
| 12      | Curdin Perl        | Szwajcaria        | –      | 22        |
| . .     |                    |                   |        |           |
| 28      | Maciej Kreczmer    | Polska            | –      | 3         |
| 54      | Mariusz Michałek   | Polska            | –      | —         |

| # | Imię i nazwisko   | Narodowość | Czas      |
| - | ----------------- | ---------- | --------- |
| 1 | Dario Cologna     | Szwajcaria | 1:39:53,0 |
| 2 | Devon Kershaw     | Kanada     | +42,8     |
| 3 | Marcus Hellner    | Szwecja    | +1:14,1   |
| 4 | Petter Northug    | Norwegia   | +1:45,4   |
| 5 | Aleksander Legkow | Rosja      | +1:55,3   |

| # | Imię i nazwisko | Narodowość | Punkty |
| - | --------------- | ---------- | ------ |
| 1 | Dario Cologna   | Szwajcaria | 163    |
| 2 | Marcus Hellner  | Szwecja    | 136    |
| 3 | Devon Kershaw   | Kanada     | 131    |

#### 6 stycznia201135 km s. dowolnym, start indywidualnyToblach,Włochy[15]
| #   | Imię i nazwisko    | Narodowość | Czas      | Punkty PŚ |
| --- | ------------------ | ---------- | --------- | --------- |
| 1   | Dario Cologna      | Szwajcaria | 1:20:06,9 | 50        |
| 2   | Marcus Hellner     | Szwecja    | +1:06,3   | 46        |
| 3   | Petter Northug     | Norwegia   | +1:39,9   | 43        |
| 4   | Martin Jakš        | Czechy     | +1:40,7   | 40        |
| 5   | Alex Harvey        | Kanada     | +1:41,2   | 37        |
| 6   | Curdin Perl        | Szwajcaria | +1:41:5   | 34        |
| 7   | Daniel Richardsson | Szwecja    | +1:41,6   | 32        |
| 8   | Matti Heikkinen    | Finlandia  | +1:42,1   | 30        |
| 9   | Jean-Marc Gaillard | Francja    | +1:42,1   | 28        |
| 10  | Devon Kershaw      | Kanada     | +1:46,6   | 26        |
| . . |                    |            |           |           |
| 39  | Maciej Kreczmer    | Polska     | +11:20,2  | —         |
| 43  | Mariusz Michałek   | Polska     | +15:36,2  | —         |

| # | Imię i nazwisko | Narodowość | Czas      |
| - | --------------- | ---------- | --------- |
| 1 | Dario Cologna   | Szwajcaria | 2:54:44,9 |
| 2 | Marcus Hellner  | Szwecja    | +1:11,3   |
| 3 | Petter Northug  | Norwegia   | +1:49,9   |
| 4 | Martin Jakš     | Czechy     | +1:55,7   |
| 5 | Alex Harvey     | Kanada     | +1:56,2   |

| # | Imię i nazwisko | Narodowość | Punkty |
| - | --------------- | ---------- | ------ |
| 1 | Dario Cologna   | Szwajcaria | 178    |
| 2 | Marcus Hellner  | Szwecja    | 146    |
| 3 | Devon Kershaw   | Kanada     | 131    |

#### 8 stycznia201120 km s.klasyczny (bieg masowy), start indywidualnyVal di Fiemme,Włochy[16]
| #     | Imię i nazwisko    | Narodowość | Czas    | Punkty PŚ |
| ----- | ------------------ | ---------- | ------- | --------- |
| 1     | Petter Northug     | Norwegia   | 57:17,2 | 50        |
| 2     | Dario Cologna      | Szwajcaria | +1,8    | 46        |
| 3     | Devon Kershaw      | Kanada     | +2,4    | 43        |
| 4     | Martin Jakš        | Czechy     | +2,6    | 40        |
| 5     | Alex Harvey        | Kanada     | +2,9    | 37        |
| 6     | Roland Clara       | Włochy     | +3,7    | 34        |
| 7     | Jens Filbrich      | Niemcy     | +3,9    | 32        |
| 8     | Curdin Perl        | Szwajcaria | +4,5    | 30        |
| 9     | Anders Södergren   | Szwecja    | +4,7    | 28        |
| 10    | Daniel Richardsson | Szwecja    | +5,1    | 26        |
| . . . |                    |            |         |           |
| 30    | Mariusz Michałek   | Polska     | +3:14,8 | 1         |
| 33    | Maciej Kreczmer    | Polska     | +3:34,2 | —         |

| # | Imię i nazwisko | Narodowość | Czas      |
| - | --------------- | ---------- | --------- |
| 1 | Dario Cologna   | Szwajcaria | 3:56:03,9 |
| 2 | Petter Northug  | Norwegia   | +1:18,1   |
| 3 | Martin Jakš     | Czechy     | +2:46,5   |
| 4 | Devon Kershaw   | Kanada     | +2:52,0   |
| 5 | Curdin Perl     | Szwajcaria | +2:54,2   |

| # | Imię i nazwisko | Narodowość | Punkty |
| - | --------------- | ---------- | ------ |
| 1 | Dario Cologna   | Szwajcaria | 238    |
| 2 | Petter Northug  | Norwegia   | 178    |
| 3 | Marcus Hellner  | Szwecja    | 146    |

#### 9 stycznia201110 km s.dowolny (handicap), start indywidualnyVal di Fiemme,WłochyVal di Fiemme,Włochy[17]
| #     | Imię i nazwisko    | Narodowość        | Czas    | Punkty PŚ |
| ----- | ------------------ | ----------------- | ------- | --------- |
| 1     | Lukáš Bauer        | Czechy            | 30:28,3 | 50        |
| 2     | Roland Clara       | Włochy            | +32,4   | 46        |
| 3     | Curdin Perl        | Szwajcaria        | +33,8   | 43        |
| 4     | Vincent Vittoz     | Francja           | +35,0   | 40        |
| 5     | Petter Northug     | Norwegia          | +39,0   | 37        |
| 6     | Ivan Babikov       | Kanada            | +47,1   | 34        |
| 7     | Kris Freeman       | Stany Zjednoczone | +53,9   | 32        |
| 8     | Thomas Moriggl     | Włochy            | +58,0   | 30        |
| 9     | Jean-Marc Gaillard | Francja           | +1:01,4 | 28        |
| 10    | Tom Reichelt       | Niemcy            | +1:03,2 | 26        |
| . . . |                    |                   |         |           |
| 25    | Mariusz Michałek   | Polska            | +2:06,1 | 6         |
| 34    | Maciej Kreczmer    | Polska            | +3:40,7 | —         |

| # | Imię i nazwisko | Narodowość | Czas      |
| - | --------------- | ---------- | --------- |
| 1 | Dario Cologna   | Szwajcaria | 4:28:02,0 |
| 2 | Petter Northug  | Norwegia   | +27,3     |
| 3 | Lukáš Bauer     | Czechy     | +1:44,1   |
| 4 | Curdin Perl     | Szwajcaria | +1:58,2   |
| 5 | Roland Clara    | Włochy     | +2:06,5   |

| # | Imię i nazwisko | Narodowość | Punkty |
| - | --------------- | ---------- | ------ |
| 1 | Dario Cologna   | Szwajcaria | 238    |
| 2 | Petter Northug  | Norwegia   | 178    |
| 3 | Marcus Hellner  | Szwecja    | 146    |